# Dzika Turnia

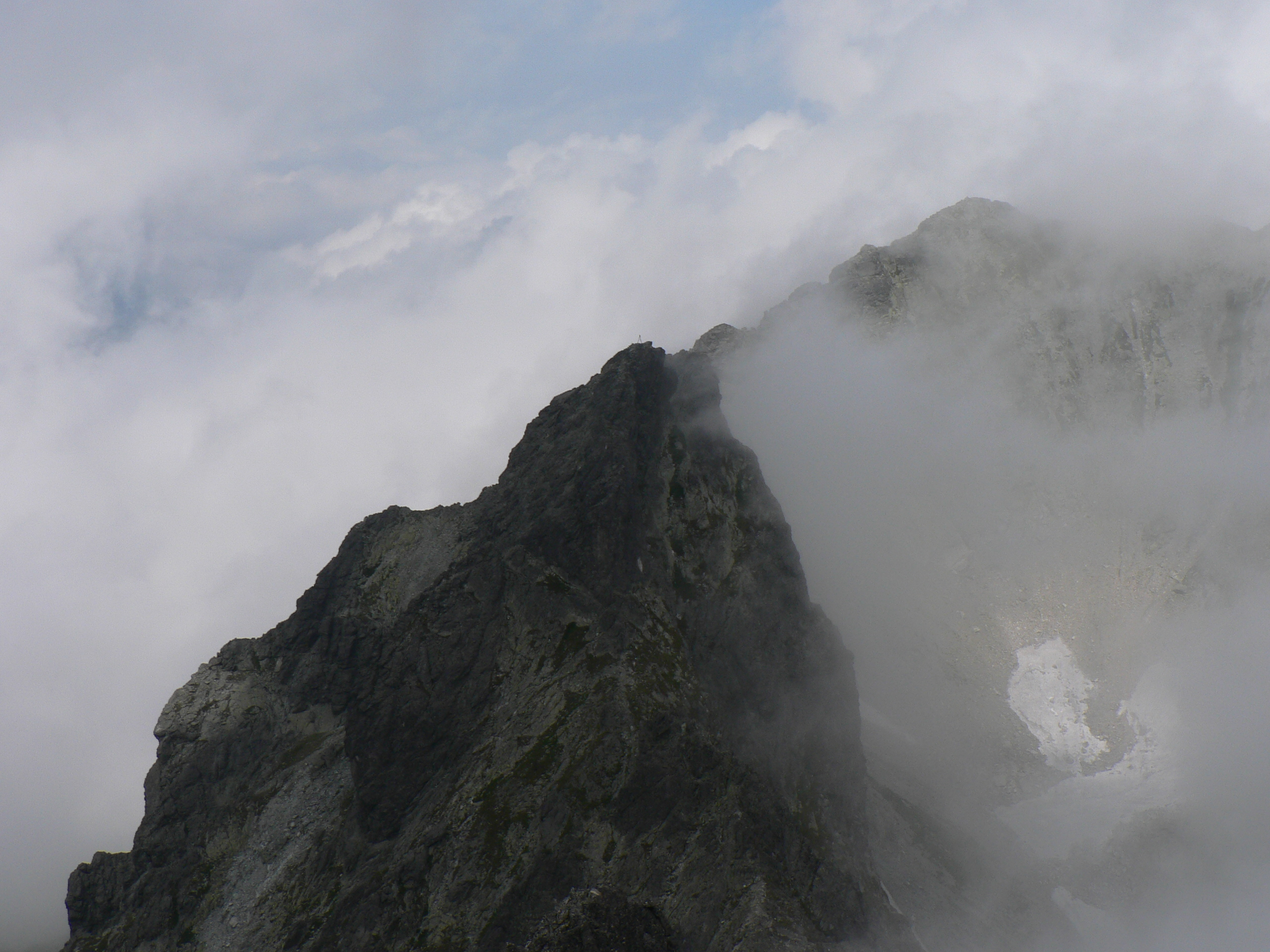
Widok na Dziką Turnię z Małej Wysokiej

Dzika Turnia (słow. Divá veža, niem. Roter Flossturm, węg. Vörös-patak-torony, 2379 m n.p.m.) – szczyt w głównej grani Tatr pomiędzy Małą Wysoką (Východná Vysoká), oddzielona od niej przełęczą Rohatka (Prielom), a Świstowym Szczytem (Svišťový štít), od którego oddziela go Dzika Przełęcz (Predné Divé sedlo).
Dzika Turnia to szczyt o dwóch wierzchołkach. Wznosi się nad dolinami: Staroleśną (Veľká Studená dolina) i Świstową (Svišťová dolina), będącą górną częścią Doliny Białej Wody (Bielovodská dolina). Poniżej szczytu, w Dolinie Świstowej znajduje się Zmarzły Staw pod Polskim Grzebieniem (Zamrznuté pleso), znad którego brzegów roztacza się doskonały widok na Dziką Turnię, Rohatkę i Małą Wysoką. Na szczyt Dzikiej Turni nie prowadzą szlaki turystyczne.
W południowej grani, opadającej ku Rohatce, wznosi się Turnia nad Rohatką, od szczytu oddzielona Wyżnią Rohatką. Z kolei w grani północnej od najwyższego wierzchołka znajdują się kolejno:
- Dzika Szczerbina,
- niższy, północny wierzchołek Dzikiej Turni,
- Wyżnia Dzika Przełęcz (Zadné Divé sedlo),
- Dzika Czuba (Divý hrb),
- Pośrednia Dzika Przełęcz (Prostredné Divé sedlo),
- Czarny Mnich (Zadná Divá ihla),
- Dzika Ławka (Divý zárez),
- Czerwony Mnich (Predná Divá ihla),
- Dzika Przełęcz (Predné Divé sedlo).

W południowo-zachodniej ścianie Dzikiej Turni można wyróżnić także Dziki Róg (oddzielony Dzikimi Wrótkami) i Dziką Kazalnicę (oddzieloną Dzikim Przechodem).
Nazwa szczytu została wprowadzona przez Janusza Chmielowskiego w 1906 r. i wiąże się z wyglądem turni. Nazwę niemiecką wprowadził Karol Englisch, przenosząc ją błędnie z Małego Lodowego Szczytu – oznacza ona w gwarze spiskoniemieckiej „turnię czerwonego żlebu”. Węgierska nazwa jest tłumaczeniem niemieckiej.

## Historia
Pierwsze wejścia turystyczne:
- Antonina Englisch, Karol Englisch i Johann Hunsdorfer (senior), 14 lipca 1898 r. – letnie
- Lajos K. Horn i Jenő Serényi, 17 kwietnia 1911 r. – zimowe.